# 蟹川 (東京都)
蟹川（かにがわ）は、東京都新宿区をかつて流れていた河川。現在は暗渠化されている。神田川に南側から合流する川で、「加二川」「金川」「加奈川」「古川」「加能川」「戸山落」とも書く。

## 流路

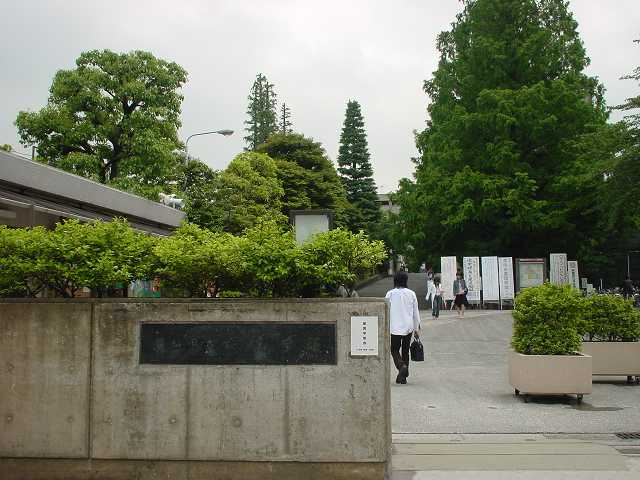
蟹川は早大戸山キャンパス内を流れていた

現在の戸山公園にあった池が水源。同公園一帯は、江戸時代には尾張藩徳川家の下屋敷であった。新宿区馬場下町から早稲田鶴巻町を経て新宿区西早稲田の豊橋付近で神田川に合流する。
「蟹川」の名称は、この川に沢蟹がたくさんいたことに由来し、大正期に早稲田大学に通っていた井伏鱒二も沢蟹を目撃している。
かつて馬場下町にあった「三朝庵」の店内の壁には、早稲田界隈の歴史を記した「由来記」なるものが貼られ、蟹川が早稲田大学戸山キャンパス内を流れていたことも記されていた。
早稲田中学校・高等学校敷地内の地下も流れているが、川の部分には地盤を固めるための杭が打てないため、川の上には校舎は設置されなかった。その部分は2階・3階部に渡り廊下をつけている。

## 関連書籍
- 戸塚町誌刊行会 『戸塚町誌』 1931年
- 井伏鱒二 『早稲田の森』 新潮社、1971年
- 『角川日本地名大辞典 13 東京都』 角川書店、1978年